# Ninodes
Ninodes là một chi bướm đêm thuộc họ Geometridae.